# Gesetz über den Zusammenschluß der Gemeinden Methler, Wasserkurl und Westick, Landkreis Unna
Das Gesetz über den Zusammenschluß der Gemeinden Methler, Wasserkurl und Westick, Landkreis Unna wurde am 22. Dezember 1966 verkündet und gliederte drei Gemeinden des Landkreises Unna neu. Das Gesetz trat am 1. Januar 1967 in Kraft.

## Historischer Hintergrund
Die drei Gemeinden lagen im Westen des Landkreises Unna. Im Vorfeld der Gemeindeneugliederung in Nordrhein-Westfalen wurden in diesen Gemeinden Überlegungen angestellt, eine eigene Lösung für eine Gemeindeneugliederung im Westen des Landkreises Unna in die Wege zu leiten. Obwohl dieser Zusammenschluss mit Wirkung vom 1. Januar 1967 zustande kam, hatte sich innerhalb kurzer Frist die politische Einstellung zu kleineren Gemeinden im Bereich des Ruhrgebiets geändert. Am 1. Januar 1968 trat das Gesetz zur Neugliederung des Landkreises Unna in Kraft, mit dem die neue Gemeinde Methler nach nur einem Jahr ihres Bestehens in die Stadt Kamen eingegliedert wurde.

## Kurzbeschreibung
| § 1 | Zusammenschluss der Gemeinden Methler, Wasserkurl und Westick zu einer neuen Gemeinde Methler; Bestätigung des zwischen diesen Gemeinden abgeschlossenen Gebietsänderungsvertrages vom 3. November 1965 |
| § 2 | Zuordnung der neuen Gemeinde zum Amtsgericht Kamen |
| § 3 | Auflösung der Amtsvertretung des Amtes Unna-Kamen |
| § 4 | Inkrafttreten am 1. Januar 1967 |